# Vine-Glo
Vine-Glo fue un producto consistente en un ladrillo de concentrado de uva vendido en los Estados Unidos durante la Prohibición por Fruit Industries Ltd., una fachada para la Asociación de Viñedos de California (CVA por sus siglas en inglés), desde 1929. Se vendió como concentrado de uva para hacer jugo de uva, pero incluía una advertencia específica que le decía a la gente cómo hacer vino con ella. Fruit Industries dejó de producirlo en 1931 tras un fallo de un tribunal federal en el sentido de que la elaboración de vino a partir de concentrado violaba la sección 29 de la Ley Volstead.

## Historia
Cuando la Prohibición prohibió el alcohol en los Estados Unidos bajo la Ley Volstead, produjo una serie de lagunas legales. Uno en la sección 29 decía que los productos de uva sin alcohol aún podían venderse y la gente podía hacer jugos de frutas en casa con ellos. La CVA fundó Fruit Industries y recibió un préstamo de 1.300.000 dólares de la Federal Farm Board (Junta Agrícola Federal). Joseph Gallo, padre de los viticultores Ernest y Julio Gallo, inventó Vine-Glo como un ladrillo de concentrado de uva legal y lo vendería a través de Fruit Industries. En el empaque, incluía una advertencia muy específica: «Después de disolver el ladrillo en un galón de agua, no coloque el líquido en una jarra en el armario durante veinte días, porque entonces se convertiría en vino». Fruit Industries también promovió la Junta Agrícola e hizo una declaración de que era «legal en su propio hogar».

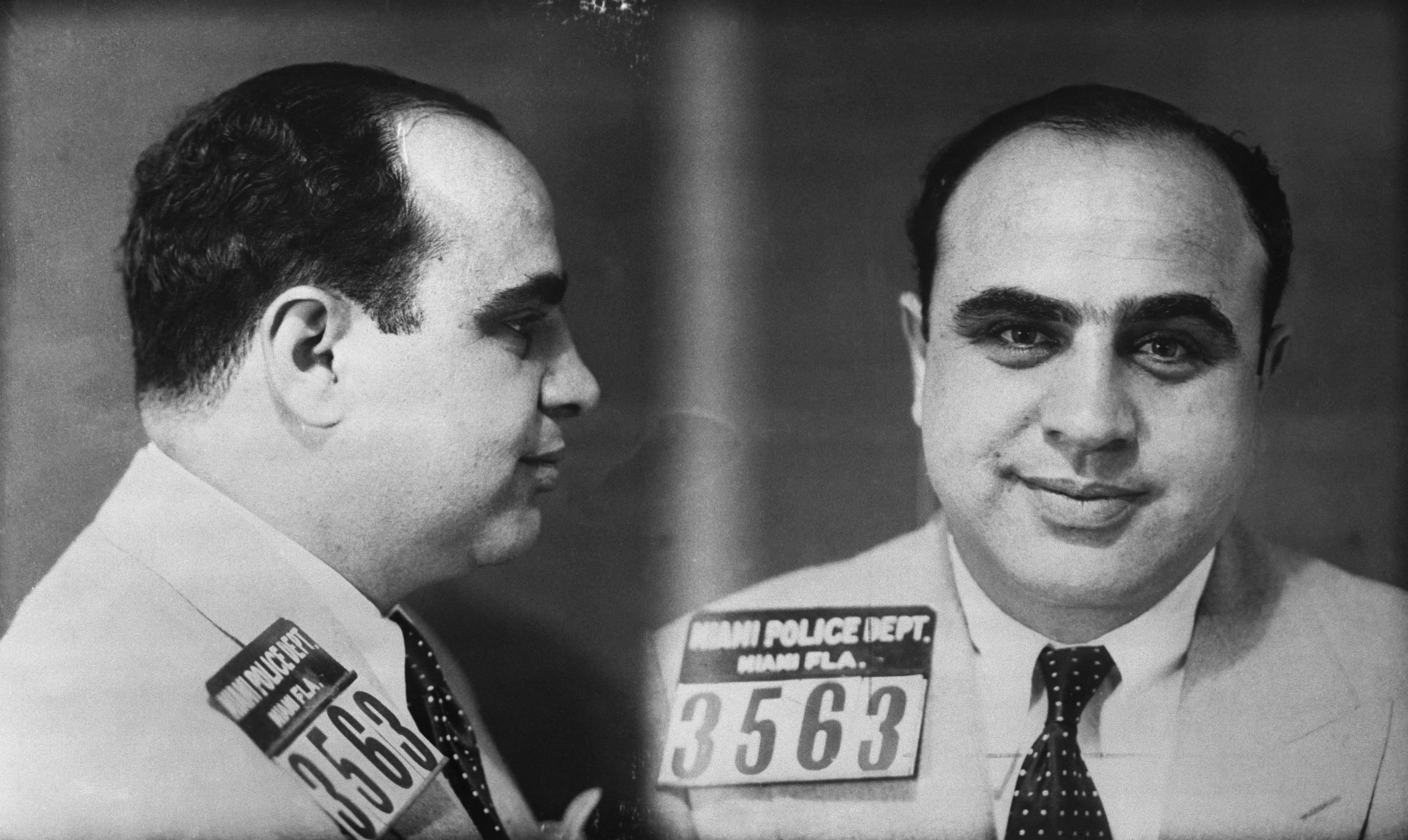
Al Capone supuestamente amenazó con mantener a Vine-Glo fuera de Chicago.

Cuando el producto salió a la venta, se vendieron 1 millón de galones de Vine-Glo con ocho variedades con sabor a vino creadas en el primer año financiero. El producto se vendió en todo Estados Unidos. Según se informó, cuando Fruit Industries intentó lanzar el producto en Chicago en 1930, Al Capone supuestamente amenazó con expulsarlos de Chicago, pero Fruit Industries respondió publicando una declaración en la que decía que no se dejarían intimidar y seguirían adelante. Sin embargo, se ha especulado que esto era solo una táctica promocional creada por la misma Fruit Industries. El producto finalmente salió a la venta en el estado de Nueva York en 1931.

## Cesación
Cuando Vine-Glo salió por primera vez, los pro-prohibicionistas protestaron, pero la entonces fiscal general adjunta Mabel Walker Willebrandt dictaminó que era legal bajo la Ley Volstead y la Oficina de Prohibición les dijo a sus agentes que no interfirieran con los envíos. En 1931, Fruit Industries tenía que producir anuncios que afirmaban que Vine-Glo no infringía ninguna ley tras las constantes críticas de las comunidades secas. Cuando Willebrandt dejó el gobierno, se convirtió en abogada de Fruit Industries. Este conflicto de intereses avergonzó al gobierno, que comenzó a tratar a Vine-Glo de una manera más hostil. Aunque Fruit Industries obtuvo otro préstamo de $ 1 000 000 de la Farm Board en octubre de 1931, en el mismo mes un juez federal dictaminó en el caso Estados Unidos contra Brunett que el concentrado de uva no podía usarse legalmente para hacer jugo de frutas. Fruit Industries dejó de fabricar Vine-Glo un mes después, después de que el director de la Oficina de Prohibición confirmara la decisión judicial, quien dijo que no permitirían que el concentrado de uva estuviera exento de conformidad con la sección 29.